# IFK Tumba Handboll
IFK Tumba Handboll (IFK = Idrottsföreningen Kamraterna) ist ein schwedischer Handballverein aus Tumba.
Der Verein wurde im Herbst 1970 von zwölf weiblichen Angestellten von Alfa Laval gegründet. In der Spielzeit 1974/75 hatte der Verein 13 Mannschaften, in der Saison darauf schon 17; im zehnten Jahr des Bestehens hat der Verein 24 Mannschaften. Zwischen den Jahren 2011 und 2014 war das IT-Unternehmen Caperio Hauptsponsor des Vereins. In diesem Zeitraum trat die erste Damen- und Herrenmannschaft unter dem Namen Caperiotumba an.

## Damen-Mannschaft
In der Saison 1972/73 gewann die erste Damen-Mannschaft die Division 5 und stieg in Division 4 auf. 1983/84 stieg die Mannschaft in die Division 2 auf, die sie 1987/88 und 1988/89 gewinnen. 1991/92 stieg das Team in die Division 3 ab. 1998/99 spielte man wieder in Division 1 norra. Im Sommer 2012 gelang der Mannschaft der Aufstieg in die Elitserien. Ein Jahr später folgte jedoch der Gang in die Zweitklassigkeit.

## Herren-Mannschaft
Die erste Herren-Mannschaft startete in der Saison 1973/74 in der Division 6. 1975/76 stiegen sie in die Division 5 auf, 1976/77 in die Division 4 und 1979/80 in die Division 3, aus der sie 1980/81 wieder abstiegen. 1981/82 konnte die Herren-Mannschaft nach dem Gewinn der Division 4 dank einer Änderung im Ligensystem direkt in die Division 2 aufsteigen, die sie 1982/83 sogar gewinnen; die Qualifikation zum Aufstieg in die nächsthöhere Liga verfehlte das Team jedoch. Auch 1983/84 wird der Aufstieg in der Qualifikation verfehlt. In der Saison 1984/85 gelang der Aufstieg in die Division 1; in der Saison 1992/93 musste die Mannschaft in die Division 2 absteigen. 1993/94 stiegen sie wieder auf. 1997/98 stieg die Mannschaft nach einem dramatischen Spiel gegen HF Kroppskultur in die höchste Spielklasse, die Elitserien, auf, aus der sie allerdings nach einer Saison wieder abstieg. 1999 stieg die Mannschaft wieder in die Elitserien auf, stieg aber auch in der zweiten Spielzeit in der höchsten Liga sofort wieder ab. Allerdings gelang der Mannschaft in der Saison 2000/01 durch einen zweiten Platz erneut der Aufstieg aus der Allsvenskan in die Elitserien. 
Nach der Saison 2008/09 stieg die Mannschaft wieder aus der Elitserien ab. Im Sommer 2011 gelang die Rückkehr in die Elitserien, jedoch gelang es der Mannschaft in der folgenden Saison nicht, die Klasse zu halten.